# Leptoypha costata
Leptoypha costata är en insektsart som beskrevs av Parshley 1917. Leptoypha costata ingår i släktet Leptoypha och familjen nätskinnbaggar. Inga underarter finns listade i Catalogue of Life.